# Ruiru
Ruiru ist eine Stadt im Kiambu County in Kenia. Sie liegt drei Kilometer von der Stadtgrenze von Nairobi entfernt. Ruiru ist eine Trabantenstadt der Hauptstadt und sowohl über den Straßenweg als auch per Bahnverbindung zu erreichen.
Die Einwohnerzahl lag im Jahre 1999 noch bei 100.000, bis 2005 stieg sie auf etwa 220.000 an. Die Fläche beträgt 292 km², das ist etwas weniger als die Fläche der Stadt Leipzig.
Im fruchtbaren Umland der Stadt befinden sich zahlreiche Kaffeeplantagen.

## Söhne und Töchter
- George Muthaka (* 1974), Ordensgeistlicher, römisch-katholischer Bischof von Garissa